# Cmentarz żydowski w Krobi
Cmentarz żydowski w Krobi – kirkut przy ul. Adama Mickiewicza, powstały w drugiej połowie XIX stulecia. Pierwsi Żydzi przybyli do miasta w 1833. W 1921 miasto było zamieszkane przez nich w 5%. Ostatni pogrzeb na terenie kirkutu miał miejsce w 1935. Do dzisiaj nie zachowały się żadne fragmenty macew. Powierzchnia nekropolii to 0,9 ha.